# 出口結菜
出口 結菜（でぐち ゆいな、2001年〈平成13年〉6月22日 - ）は、日本のタレント、グルメインフルエンサー、YouTuber。女性アイドルグループNMB48の元メンバーである。
奈良県奈良市出身。N-Rise所属。

## 略歴
2018年
- 7月28日、インテックス大阪で行われたNMB48 18th Single「欲望者」個別握手会にて、6期研究生としてお披露目される。
- 9月3日、神戸国際会館で行われた「NMB48 U-19コンサート[1]」にて初のライブ出演を果たし、6期生全員で「場当たりGO!」を披露。
- 9月26日、研究生「夢は逃げない」公演の初日メンバーとして、劇場デビュー[2]。

2019年
- 3月19日、NMB48 チームM「誰かのために」公演の初日メンバーとして、初のチーム公演デビュー[3]を迎える。
- 7月19日、関西テレビ「NMBとまなぶくん」にて、地上波テレビ初出演を果たす。
- 8月18日、新YNN NMB48 CHANNEL[4]「BACHI BACHI CAMP」配信の合唱企画にて、ピアノ伴奏を初披露する。
- 11月10日、研究生「夢は逃げない」公演にて、公演出演100回を達成。
- 12月19日、Zepp Nambaで行われた「谷川愛梨卒業コンサート〜あなたは私の太陽でした〜[5]」にて、伝説の一発ギャグ「でぐまっちょ」を初披露。

2020年
- 1月1日、 新春特別公演にて正規メンバーに昇格し、渋谷チームM所属となる[6]。
- 1月7日、研究生「夢は逃げない」公演にて初のセンターポジションを務め[7]、僅か1時間でポジションを覚える脅威的な集中力で、前田令子の急な休演をカバーする。
- 4月1日、個人Instagramを開設し「#ラビグルメ[8]」と称する関西グルメを中心とする独自のグルメ情報の発信を開始、のちの個人TikTokと併せて後年の飛躍のきっかけとなる。
- 7月25日、同期の貞野遥香との冠ライブ「あなたも今日からはるリンス推し」公演[9]に出演し、パンデミックを考慮した無観客配信限定ながらも好演を見せる。
- 9月28日、MBS毎日放送「NMB48の＃エモスト[10]」出演権オーディション（SHOWROOM）にて第5位入賞を果たし、番組ロケ参加権を獲得。
- 12月5日、難波鉄砲隊其之九「告白の空砲」公演のまたぎ初日[11]を迎え、オリジナルメンバーは逃したものの、その後は同公演を支える主要メンバーとなる。

2021年
- 1月31日、ゲームアプリ「NMB48の麻雀てっぺんとったんで！[12]」の中で開催されたTV出演権争奪イベントにて第5位入賞となり、「NMB48の東京日帰りてっぺんランチ（TOKYO MX/TBSチャンネル）」への出演権を獲得する。[13]
- 2月28日、冠ライブ「お腹いっぱいになれる」公演[14]を開催し、体当たりの歌唱と全力のダンスを披露する。
- 3月2日、オリックス劇場で行われた「NAMBATTLE〜戦わなNMBちゃうやろっ！〜[15]」決勝大会にて、リーダーを務めるユニット「W1N-C[16]」が第2位を獲得[17]。
- 7月15日、白間美瑠プロデュース「大阪魂、捨てたらあかん」公演（W1N-C）にて、同公演初のセンターポジション（2020年1月16日 研究生公演「夢は逃げない」以来自身3度目）を務める[18]。
- 8月31日、白間美瑠プロデュース「大阪魂、捨てたらあかん」白間美瑠卒業公演（みっくすじゅーす） [19]にて、公演出演200回を達成。
- 12月24日、新YNN NMB48 CHANNEL 24時間配信「St. 聖夜24[20]」にて、問題作「漆黒のチェイサー[21]」がオンエアされ、ファンやメンバーに衝撃を与える。

2022年
- 1月1日、「新春組閣発表会[22]」にて、原チームMへ異動[23]。
- 1月31日、グルメ系SNSゲマトスの投票イベントにて、720票を獲得して第1位となり、アンバサダーとして活動を開始する。
- 2月11日、チームM 4th Stage「恋は突然やってくる」公演初日に出演。
- 3月27日、ロームシアター京都で行われた「NAMBATTLE2〜がむしゃらにならなNMBちゃうやろっ！〜[24]」開票イベントにて、第16位に入賞し、アンダーガールズ入りを果たす[25]。
- 8月19日、自身プロデュースによる「ムチャクセ公演〜結菜が見てる〜[26]」を開催するも、突撃スタジオ企画では前田令子から逆ドッキリを仕掛けられる。
- 9月21日、NMB48 27th Single「好きだ虫」収録曲「Time bomb」（アンダーガールズ名義）にて、2番手ポジション及び初のソロ歌唱パートを獲得。
- 11月20日、チームM 4th Stage「恋は突然やってくる」公演にて、公演出演300回を達成。
- 12月30日、NMB48初のお笑い特化型公演「なんばらえてぃー」公演[27]のキャプテンに就任し、初日を迎える。

2023年
- 1月16日、NMB48 4thアルバム「NMB13」（3月8日発売）のリード曲「Done」における、初の選抜入りがアナウンスされる[28]。
- 7月14日、Zepp Osaka Baysideで行われた「NMB48 Summer Fes. 2023 〜アッチッチーム祭り〜[29]」にて、チームBIIへの異動とキャプテン就任が発表される[30]。
- 10月4日、NMB48 28thシングル「渚サイコー!」にて、初のシングル選抜入りを果たし[31]、以降3作連続の選抜入りを達成する。
- 10月12日、「なんばらえてぃー」公演演目の「なんでやねんアイドル」にて、ピー音で消された放送自粛用語を誤って発言する前代未聞の珍事を起こす。
- 11月14日、キャプテンとして迎えるチームBII 7th Stage「僕のアオハル」公演の初日[32]に出演する。

2024年
- 1月28日、チームBII 7th Stage「僕のアオハル」昼公演にて、公演出演400回を達成。
- 5月3日、チームBII 7th Stage「僕のアオハル」公演にて、同公演初のセンターポジション（昼・夜公演）を務め[33]、後輩メンバーの発奮を促す涙のスピーチ（夜公演）が感動を呼ぶ。
- 5月14日、NMB48 10年半ぶりのオリジナル新公演「天使のユートピア」公演のオリジナルメンバーに選ばれ、初日を迎える[34]。
- 10月9日、オリックス劇場で行われた「NMB48 14th Anniversary Live 〜UNITE〜[35]」にて、奈良市観光大使への委嘱が発表される[36]。

2025年
- 1月8日、チームBII 7th Stage「僕のアオハル」公演にて、NMB48からの卒業を発表[37][38]。
- 2月16日、「なんばらえてぃー」昼公演にて、公演出演500回を達成し、OGメンバー含む累計200余名中、歴代19人目の金字塔を打ち立てる。
- 2月23日、マイドームおおさかで行われたNMB48 30thシングル「がんばらぬわい」個別握手会にて、アイドルとして最後の接触イベントを終える。
- 3月4日、2回目のソロ冠ライブ「アイドルにしてくれてありがとう」公演[39]を開催し、豊かな声量と歌唱力の急伸で多くのファンを驚かせる。
- 3月22日、近畿大学（総合社会学部）卒業を報告[40]（心理学を学び1年間の休学を経て達成）し、同時に、卒業式で秋元康氏の訓示を直接聞く[41]幸運に恵まれた、48グループ史上初のメンバーとなった。
- 3月27日、オリックス劇場で行われた「NMB48上西怜 卒業コンサート 〜君だけのアイドル♡〜[42]」にて、アイドルとして最後のライブ出演を終える。
- 4月28日、チームBII 7th Stage「僕のアオハル」出口結菜卒業公演にて、惜しまれつつNMB48から卒業[43]。
- 5月1日、引き続きShowtitle（現N-Rise）に留まりタレント活動を行うことが発表され、NMB48時代から各SNSで展開中の「#ラビグルメ」テコ入れ配信を開始。
- 7月4日、産休入りした福本愛菜の代役として、奈良テレビ「ならフライデー9」に出演開始。
- 7月24日、「ナインティナイン岡村隆史の花の駐在さん 第2回東京公演」（IMM THEATER）にて、NMB48卒業後の初舞台を踏む。

## 人物
- 胸のすくような豪快な食べっぷり前面に出し、自ら取材・編集を行う「#ラビグルメ」を武器に、アイドルの枠を超えて活動の幅を広げてきた。
- 明るく前向きな性格で、愛嬌たっぷりの太陽のような笑顔がトレードマークである。
- 表現者として、自身の笑顔で1人でも多くの人を幸せにすることを信条に活動している。
- ムードメーカーとして天賦の才を持ち、面倒見が良くキャプテンシーにも優れることから、周囲からの信頼も厚い。
- ステージやメディアでは明るく賑やかな反面、配信などで見せる素顔は比較的静かで落ち着いており、慎重派で繊細な面も併せ持つ。
- 新体操経験があり柔軟性に優れ、公演曲「100年先でも」では美しい側転を披露したり、後ろニ重跳びを得意とするなど運動能力が高い。
- 2020年より愛犬（ポメラニアン）ぱる（誕生月6月の誕生パールが由来）と暮らしている。
- 名言製造機な面もあり、かつてX（旧Twitter）上で「ラビの独り言[44]」というコーナーを展開、2021年には配信番組用に「ラビの独り言かるた」が作成された[45]ことがあり、現在も本人が所持している。
- 致命的かつ恒常的にじゃんけんが弱く、2025年4月6日に行われたNMB48「なんばらえてぃー」昼公演でのじゃんけん企画では、9連敗（全11戦中10敗）という確率論的にも稀有な伝説を残した。
- 趣味は外食、旅行、健康情報の収集、美味しいグルメを発見すること、また、特技は何でもポジティブ思考に変えられるところ。
- 好きな食べ物は炭水化物、唐揚げ、タイの目の周り、ハマチ、うなぎ等で、美味しくご飯を食べられることも特技のひとつ。
- 奈良市公式アプリ「SHIKA no ASHIATO[46]」内にて、原則金曜日に「出口結菜のSHIKA no ASHIATOラビリンス[47]」を発信し、取材に基づいた奈良市内の様々な情報を提供している。
- 2025年5月には、Instagram及びTiktokで合計10万人超のフォロワー獲得を達成した。

### NMB48在籍時
- 公式キャッチフレーズは「みなさーーーん！ゆいなラビリンスへようこそ～ 迷い込んだら出口はないけど文句は～（ゆ・い・な）」。
- スベり続けてもてもメゲない鋼のメンタルの持ち主であり、再三再四NMB48劇場の照明を暗転させ、節電にも貢献した。
- 劇場公演では、目も歯もギンギンで誰よりも汗だくの全力パフォーマンスを特徴とし、その表現力は高い評価を得ていた。
- 尊敬する先輩である吉田朱里のアドバイスを参考に、#ラビグルメ各SNSの編集と発信に注力し、グループ内での躍進を果たした。
- 「W1N-C」「なんばらえてぃー公演」「出口チームBII[48]」でキャプテンを務め、持ち前の指導力と面倒見の良さで各チームを成功へと導いた功績は、高く評価されている。
- 劇場公演出演は計525回、同センターポジションは計23回に達した。
- NMB48の太陽と呼ばれ、現役時代を共にした多くのメンバーから精神的支柱として幅広く支持されており、人望の厚さと人柄の良さは折り紙付き。
- 卒業公演では、同期・先輩・後輩問わず未曾有のメンバーが劇場に集結し、それぞれがアイドル卒業を惜しんだ。
- 書き初めの変遷〜2019年「自分磨き」/ 2020年「変進」/ 2021年「ラビグルメ」/ 2022年「・選抜 ・スベらない ・テレビに1秒でも多く映る ・グルメのお仕事」/ 2023年「メッシ」/ 2024年「売れる」/ 2025年「◯出」

## NMB48での参加楽曲

### シングル収録曲
- 「僕だって泣いちゃうよ」に収録
  - 夢は逃げない - 「研究生」名義
- 「床の間正座娘」に収録
  - 2番目のドア
- 「だってだってだって」に収録
  - 青春はブラスバンド - 「Team M」名義
- 「恋なんかNo thank you!」に収録
  - アイラブ豚まん
  - 我が友よ 全力で走っているか? - 「Team M」名義
- 「シダレヤナギ」に収録
  - 落とし穴
- 「恋と愛のその間には」に収録
  - ジャンジャン - 「アンダーガールズ」名義
- 「好きだ虫」に収録
  - なぜ、僕は立ち上がるのか? - 「Team M」名義
  - Time bomb - 「アンダーガールズ」名義
- 渚サイコー!
  - 恋のヘタレ - 「Team BII」名義
- これが愛なのか?
  - Now
  - ヘドバンタイム - 「Team BII」名義
- がんばらぬわい
  - 愛が終わってもSelfish - 「白組」名義

### アルバム選抜楽曲
- 「NMB13」に収録
  - Done
  - 青春のラップタイム 2023
  - 想像のピストル

### 劇場公演ユニット曲
研究生「夢は逃げない」公演
- ピーク
- 嘘の天秤

チームM「誰かのために」公演
- 投げキッスで撃ち落せ!

小嶋花梨プロデュース「難波愛～今、小嶋が思うこと～」公演
- なんでやねん、アイドル
- 100年先でも

チームN 5th Stage「N Pride」公演
- Glory days
- 西瓜BABY

チームBII 5th Stage「2番目のドア」公演
- 涙の表面張力

難波鉄砲隊其之九「告白の空砲」公演
- キャンディー

チームM 4th Stage「恋は突然やってくる」公演
- 記憶のジレンマ
- 逆転王子様
- She's gone

チームN 6th Stage「夢中雷舞」公演
- クサイモノだらけ

「なんばらえてぃー」公演
- Good Timing

チームBII 7th Stage「僕のアオハル」公演
- 10クローネとパン
- LOVE ASH

チームM 5th Stage「Mのサイン」公演
- スキャンダラスに行こう

NMB48「天使のユートピア」公演
- SPARK

## 出演

### テレビ番組
- NMBとまなぶくん（2019年7月19日初出演〜、関西テレビ）
- かまいたちの机上の空論城（2019年9月15日初出演〜、関西テレビ）
- NMB48の＃エモスト（2020年10月22日初出演〜、MBS毎日放送）
- NMB48の東京日帰りてっぺんランチ（2021年3月25日、TOKYO MX/TBSチャンネル）
- 発見!仰天!!プレミアムもん!!! 土曜はダメよ！（2021年7月31日〜2025年4月12日、読売テレビ)
-元 土ダメファミリー（レギュラー）
- 大阪ほんわかテレビ（2021年11月19日初出演〜、読売テレビ）
-耳ヨリでっせぇ〜コーナーレギュラーリポーター
- ミキBASE（2022年3月31日、MBS毎日放送）
- NEWS×情報 キャッチ+ 新潟グルメロケ（2022年10月28日初出演〜、サンテレビ）
- ほっとするわ（2023年12月18日〜2024年1月15日、関西テレビ）
- 全日本高校先生クイズ選手権2024（2024年3月24日、TBS）
- おにぎり侍（2024年11月16日、読売テレビ）
- 音いたち（2025年3月11日ほか、関西テレビ）
- うま活（2025年4月20日、関西テレビ）
- ゆうドキッ!（2024年12月13日初出演〜、奈良テレビ）
- ならフライデー9（2025年7月4日初出演〜、奈良テレビ）
-福本愛菜代役（準レギュラー）
- あれみた?（2025年7月7日初出演〜、MBS毎日放送）
- 音道楽√（2025年7月26日、読売テレビ）
- ウラマヨ!（2025年8月2日、関西テレビ）
- ジモトに乾杯！居酒屋 礼二（2025年8月4日初出演〜、J:COMチャンネル大阪）
-福本愛菜代役（看板娘）

### ラジオ番組
- NMB48のじゃんぐる♥レディOh!（2022年1月6日〜同3月10日、YES-fm）
- NMB48 出口結菜の #ラビグルメ ５つ星☆☆☆☆☆ supported by 阪急東通商店街（2023年1月6日〜同3月31日、FM大阪）[49]
- NMB48 出口結菜のラビ活！supported by 阪急東通商店街（2023年12月2日〜2024年2月24日、FM大阪）[50]

### WEB配信
- 前のめり先輩 生配信[51]（2021年6月20日、新YNN NMB48 CHANNEL、終了後スタッフ含め公開反省会を行った大問題作）
- 123TV ガオガオプリンセス/ガオマネ（2021年7月23日〜2023年7月18日、延田グループ公式Youtubeチャンネル）
- St.聖夜24（2021年12月24日、新YNN NMB48 CHANNEL、同期の貞野遥香と司会を務め「ラビの独り言かるた」「漆黒のチェイサー」コーナーを敢行）
- Walk the Talk for SDGs in EXPO2025〜みんなで笑う、楽しむ、つながる。7時間配信SP〜（2025年6月15日、ネイビーズアフロと共に後半の司会進行を担当）

### 新聞・雑誌・WEB掲載
- 朝日新聞関西版「NMB48のレッツ・スタディー[52]」（2020年4月21日〜同7月9日）
- MAIDO。Osaka Bob「ゆいなの推しメシ[53]」(2022年9月6日連載開始〜）
- EX大衆（2023年3月号）
- Top Yell NEO（2023SPRING）
- BACKSTAGE PASS（2023年4月号）
- 月刊エンタメ（2023年5月号初掲載〜）
- 関西ウォーカープラス「んーまい大阪パン旅[54]」（2023年8月12日連載開始〜）
- IDOL AND READ 036[55]（生い立ちを追いかけた16ページ ロングインタビュー、2023年10月17日発行）

### コラボイベント他
- goodspoonコラボカフェ メニュー考案

-「ラビとろチーズハンバーグ」「ぶどうチーズティー」（2021年3月17日〜同4月18日）

-「ドリンクメニュー、全フードメニュー」（2023年4月17日〜同5月14日）

-「サクサク海老のガーリックシュリンプピラフ」「マスカットレモンスカッシュ」（2024年10月11日〜同11月4日）
- UP-Tコラボ企画 NMB48夢応援コンテスト2023「エビfly Tシャツ」デザイン[59]（2023年5月23日）
- 奈良市観光大使（2024年10月9日〜）
- 大阪・関西万博 よしもとwarai myraii館 オープニングイベント（2025年4月13日）
- あれみた?（MBS毎日放送）番組オリジナルアイス「はびきの産デラウェアのアイス」開発にビスケットブラザーズと共に参画（2025年8月12日〜、大阪グルメEXPO2025会場にて販売）

### 舞台
- シン・コメディ＃2（2025年1月31日、COOL JAPAN PARK OSAKA TTホール）
- ナインティナイン岡村隆史の花の駐在さん 第2回東京公演」（2025年7月24日-27日、IMM THEATER）